# ایزبه
ایزبه (به لهستانی:  Izby) یک روستا در لهستان است که در گمینا اوشچیه گورلیتسکیه واقع شده‌است.